# Philippe de Marigny de Mandeville
Pour les articles homonymes, voir Marigny et Mandeville.
Jean Bernard Xavier Philippe de Marigny de Mandeville (1811-1890) planteur, colonel de l'armée des états confédérés.

## Biographie
Né le 21 novembre 1811 à La Nouvelle-Orléans, et décédé le 3 juin 1890 à La Nouvelle-Orléans. Également connu sous le nom anglais d'Antoine James de Marigny et Mandeville Demarigny, était le fils de Bernard Xavier Philippe de Marigny de Mandeville (1785-1868) et d'Anna Mathilde Moralès (née en 1789) et le beau-fils de William C. C. Claiborne (1775-1817), le premier gouverneur de la Louisiane (1813-1816) dont il épousa la fille Sophronia, en 1861.
Il a fréquenté l'Académie de Saint-Cyr et de l'École royale de Cavalerie de Saumur dans les années 1830 avant de brièvement servir comme lieutenant dans la cavalerie française de 1831 à 1834.
De retour à La Nouvelle-Orléans, il fut commerçant, planteur puis US marshal pour l'Est de la Louisiane, et officier de la milice.

## Guerre de sécession
Pendant la guerre de Sécession, il était colonel du 10e Régiment d'infanterie de Louisiane, ou 10th Louisiana Infantry Regiment entre le 22 juillet, 1861 et le 23 juillet 1862. Ce régiment était la « légion étrangère » des confédérés pendant le conflit de 1861 à 1865 et opérait avec l'armée de Virginie du Nord, force principale des confédérés. Marigny a servi en Virginie pendant la campagne de la Péninsule et la bataille de Fredericksburg avant de retourner dans sa plantation.
Le 12 avril 1835, il a épousé Sophronie Louise Claiborne (1812-1890), fille du premier gouverneur de la Louisiane, avec qui il eut 3 filles.